# 云南长蛛
云南长蛛（学名：Hersilia yunnanensis）为长纺器科长纺器属的动物。在中国大陆，分布于云南等地。该物种的模式产地在云南。其种加词 yunnanensis 意为“云南的”。